# ユリスレイディス・ルペティ
ユリスレイディス・ルペティ（Yurisleidys Lupetey Cobas 1981年3月6日- ）はキューバのオルギン出身の柔道選手。階級は57kg級。身長162cm。

## 人物
2000年の世界ジュニアで優勝を飾った。翌年には世界選手権でも優勝を果たした。2003年の世界選手権ではドイツのイボンヌ・ベニシュ、2004年アテネオリンピックでは北朝鮮のケー・スンヒに敗れてそれぞれ3位だった。2008年北京オリンピックでは2回戦で敗れた。2010年の世界選手権では松本薫に敗れて5位に終わった。2012年ロンドンオリンピックでは2回戦で敗れた。

## 主な戦績
- 1998年 - ワールドユースゲームズ　優勝
- 1998年 - 世界ジュニア　3位
- 1999年 - オーストリア国際　3位
- 1999年 - ドイツ国際　2位
- 2000年 - 世界ジュニア　優勝
- 2001年 - フランス国際　3位
- 2001年 - ドイツ国際　2位
- 2001年 - ハンガリー国際　優勝
- 2001年 - 世界選手権　優勝
- 2001年 - ユニバーシアード　優勝
- 2001年 - パンナム選手権　優勝
- 2001年 - 福岡国際　優勝
- 2002年 - フランス国際　優勝
- 2002年 - ドイツ国際　優勝
- 2002年 - ハンガリー国際　3位
- 2002年 - ワールドカップ団体戦　2位
- 2002年 - パンナム選手権　優勝
- 2003年 - フランス国際　優勝
- 2003年 - ドイツ国際　優勝
- 2003年 - オーストリア国際　優勝
- 2003年 - パンアメリカン競技大会　優勝
- 2003年 - ユニバーシアード　3位
- 2003年 - 世界選手権　3位
- 2004年 - パンナム選手権　2位
- 2004年 - アテネオリンピック　3位
- 2005年 - 世界選手権　5位
- 2006年 - フランス国際　3位
- 2006年 - パンナム選手権　優勝
- 2006年 - ワールドカップ団体戦　2位
- 2007年 - ベルギー国際　2位
- 2007年 - プレオリンピック大会　団体戦　2位
- 2008年 - パンナム選手権　3位
- 2009年 - ベルギー国際　3位
- 2009年 - パンナム選手権　優勝
- 2010年 - パンナム選手権　優勝
- 2010年 - ワールドカップ・サンパウロ　優勝
- 2010年 - ワールドカップ・マルガリータ島　優勝
- 2010年 - 世界選手権　5位
- 2011年 - パンナム選手権　優勝
- 2011年 - パンアメリカン競技大会　優勝
- 2012年 - ベルギー国際　優勝

(出典JudoInside.com)。